# Adamovskij rajon
L'Adamovskij rajon (in russo Адамовский район?) è un rajon dell'Oblast' di Orenburg, nella Russia europea. Istituito nel 1928, il capoluogo è Adamovka.